# Députation provinciale d'Alicante
La députation provinciale d'Alicante, dont le siège est situé à Alicante, est l'organe institutionnel propre à la province espagnole d'Alicante assurant les différentes fonctions administratives et exécutives de celle-ci.
Elle comprend l'ensemble des communes de la province pour lesquelles elle est chargée d'aider à coordonner l'action municipale et à participer au financement de la construction d'ouvrages publics.

## Histoire
La députation est créée lors de la division provinciale de 1833, réalisée par Javier de Burgos.

## Siège

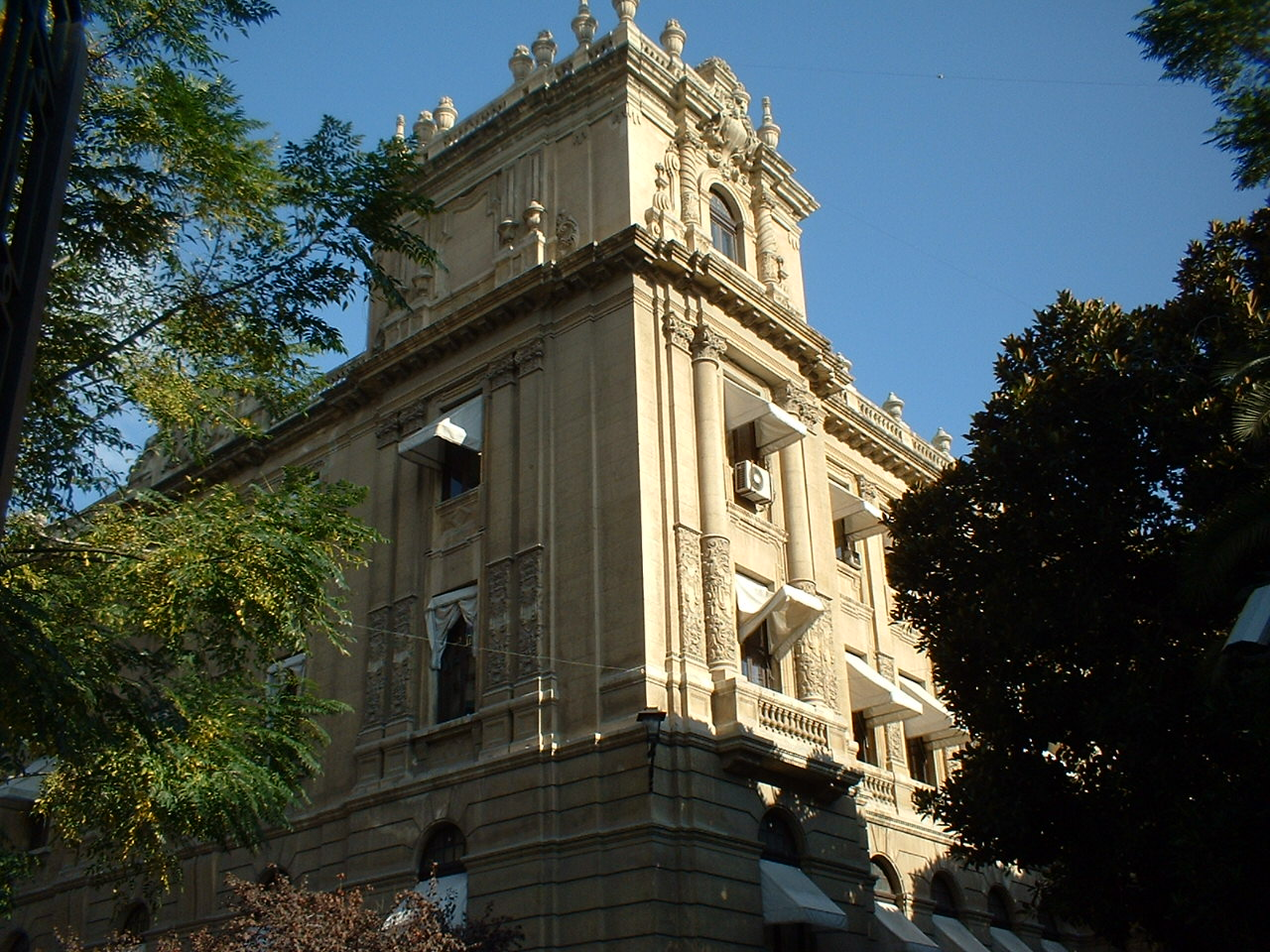
Le Palais provincial, situé dans l'avenue de la Gare à Alicante, héberge le siège de la députation d'Alicante.

Le bâtiment de la députation provinciale d'Alicante a été construit entre 1928 et 1931, avant d'être inauguré le 17 janvier 1932. De style néoclassique et d’ornementation baroque, il est l'œuvre de Juan Vidal Ramos (es), qui a attaché une grande importance à la symétrie du bâtiment, considéré comme une « œuvre phare du casticisme ».

## Organisation

### Sièges par mandature
|       |                | 1979 | 1983 | 1987 | 1991 | 1995 | 1999 | 2003 | 2007 | 2011 | 2015 | 2019 | 2023 |  |
| ----- | -------------- | ---- | ---- | ---- | ---- | ---- | ---- | ---- | ---- | ---- | ---- | ---- | ---- |  |
|       | PCE            | 1    |      |      |      |      |      |      |      |      |      |      |      |  |
|       | UCD            | 17   |      |      |      |      |      |      |      |      |      |      |      |  |
|       | CDS            |      |      | 4    |      |      |      |      |      |      |      |      |      |  |
|       | AP/PP          |      | 9    | 9    | 11   | 17   | 16   | 18   | 18   | 20   | 15   | 14   | 16   |  |
|       | UV             |      |      |      | 1    |      |      |      |      |      |      |      |      |  |
|       | Bloc/Compromís |      |      |      |      |      | 1    |      |      |      | 3    | 1    | 1    |  |
|       | PSPV-PSOE      | 12   | 22   | 18   | 18   | 12   | 14   | 13   | 13   | 11   | 11   | 13   | 13   |  |
|       | IU             |      |      |      | 1    | 2    |      |      |      |      | 1    |      |      |  |
|       | Cs             |      |      |      |      |      |      |      |      |      | 1    | 2    |      |  |
|       | Vox            |      |      |      |      |      |      |      |      |      |      | 1    | 1    |  |
|       |                |      |      |      |      |      |      |      |      |      |      |      |      |  |
| Total | Total          | 30   | 31   | 31   | 31   | 31   | 31   | 31   | 31   | 31   | 31   | 31   | 31   |  |

### Liste des présidents
| Président | Président                         | Début | Fin  | Parti |
| --------- | --------------------------------- | ----- | ---- | ----- |
|           | Luis Bernardo Díaz Alperi (es)    | 1979  | 1983 | UCD   |
|           | Antonio Fernández Valenzuela (es) | 1983  | 1991 | PSOE  |
|           | Antonio Mira-Perceval (es)        | 1991  | 1995 | PSOE  |
|           | Julio de España                   | 1995  | 2003 | PP    |
|           | José Joaquín Ripoll               | 2003  | 2011 | PP    |
|           | Luisa Pastor Lillo (es)           | 2011  | 2015 | PP    |
|           | César Sánchez Pérez (es)          | 2015  | 2019 | PP    |
|           | Carlos Mazón                      | 2019  | 2023 | PP    |
|           | Toni Pérez                        | 2023  |      | PP    |